# Chiquita Mischke

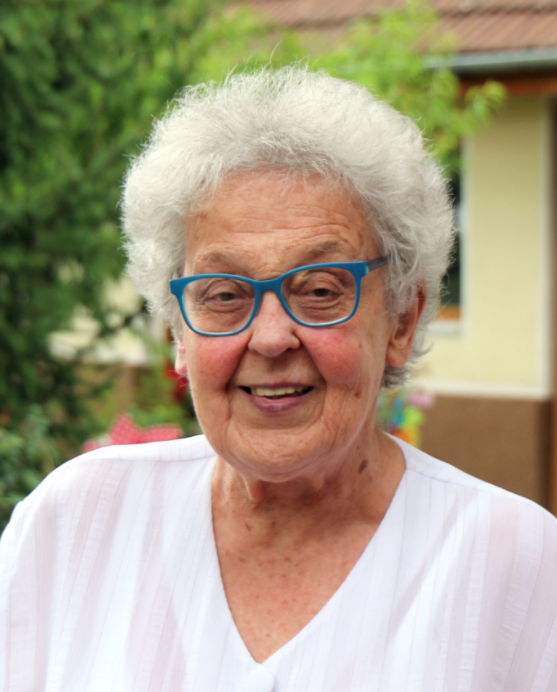
Chiquita Mischke im Juli 2016

Chiquita Ruth Martha Mischke (* 29. August 1934 in Essen-Fischlaken; † 24. November 2020 in Dudeștii Noi) war Leiterin des Hauses Lebensquell in Dudeștii Noi, Rumänien, in dem Minderjährige mit neuropsychischen Problemen betreut werden.

## Leben und Werk

### Frühe Jahre
Schwester Chiquita verbrachte u. a. eine dreijährige Tätigkeit in England und beschäftigte sich mit der Pflege von Leprakranken in einer Station bei Bombay, Indien. Sie kam 1991 durch die Aktion Hilfe für Rumänien, Essen und der Caritas, Essen nach Timișoara. Sie arbeitete zunächst in einer von der Landesregierung von Nordrhein-Westfalen unterstützten und von Dr. Dunareanu betreuten Kinderkrankenpflegeschule als Praxis-Anleiterin mit Kinderkrankenschwester-Schülerinnen. In Rumänien wurde sie mit den Problemen von Waisen- und behinderten Kindern konfrontiert und baute ein eigenes Hilfsprogramm auf.

### HausLebensquell

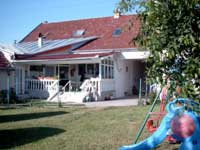
Haus Lebensquell

Schwester Chiquita gründete diese Einrichtung 1992 in Eigeninitiative. Sie mietete vom Büro des Bischofs der Römisch-katholischen Kirche zunächst ein altes verwaistes Pfarrhaus in Dudeștii Noi an. Dieses Haus wurde mit eigenen Mitteln renoviert und am 16. Oktober 1992 als das Haus Lebensquell offiziell eingeweiht. Der Chefarzt des Krankenhauses in Timișoara erteilte seine Genehmigung zur Aufnahme von stark motorisch und psychisch retardierten Waisenkindern an Wochenenden. Die Kinder erholten sich gut, und das Programm fand breite Anerkennung. Einige Kinder aus den Heimen in Timișoara wurden deutschen Eltern zur Adoption vermittelt.
1994 trat Schwester Chiquita in den Ruhestand und konzentrierte sich nun voll auf ihr Projekt. Regelmäßig beherbergte sie 5–6 Kinder im Haus, die 3–4 Wochen zur Rehabilitation bei ihr verbrachten. Zunächst wurden die unterernährten Kinder medizinisch grundversorgt. Zusammen mit Dr. Lupu vom Krankenhaus für Neuropsychiatrie wurde den retardierten Kindern Sprachunterricht erteilt. Mit großem Erfolg wurde Fußreflexzonenmassagen zur Heilung der Psyche eingesetzt.
Alle finanziellen Mittel wurden von Schwester Chiquita bzw. privaten Spendern aufgebracht. Das alte Pfarrhaus wies viele bauliche Mängel auf und wurde für das Projekt zu klein. Im August 1999 erwarb sie ein größeres Bauernhaus in Dudeștii Noi. Da sie zunächst keine Unterstützung durch Dritte fand, wurde der Kauf durch einen Kredit in Höhe von 40.000 DM und ihre gerade zur Auszahlung gekommene Lebensversicherung finanziert. Deutsche Spender von Baumaterial und kleineren Geldbeträgen ermöglichten weiter die Renovierung des Hauses, welches am 30. November 1999 offiziell eingeweiht wurde. Schutzpatron des Hauses wurde der Heilige Kamillus von Lellis. Fünf zwei- bis fünfjährige Kinder aus dem staatlichen Kinderheim fanden am 20. Dezember 1999 ein ständiges Zuhause im Haus Lebesquell. In Zusammenarbeit mit der Kommission für Minderjährige in Timișoara werden regelmäßig neue Kinder in das Haus überstellt, das einzige in der Region, welches schwerst körper- und geistigbehinderte Kinder aufnimmt.
In Dudeștii Noi versorgte Mischke zeitweise etwa 70 Kinder. 2006 arbeiteten sechs ständige Mitarbeiter in dem Haus. Die Diözesan-Caritas in Timișoara unterstützt die Projekte mit Verwaltungsaufgaben, aber nicht finanziell. Die Wundertüte e.V. mit Sitz in Essen unterstützt die Einrichtung mit Spenden und Material.
Chiquita Mischke verstarb am 24. November 2020 in Dudestii-Noi an den Folgen einer COVID-19-Infektion.

### Auszeichnungen
- Für ihre Arbeit und die Unterstützung der Armen in Dudeștii Noi wurde Mama Chiquita im Oktober 1996 zur Ehrenbürgerin ernannt.[4]
- Im Juni 2011 erhielt Schwester Chiquita für ihre Tätigkeit die Auszeichnung Paul-Harris-Fellow vom Rotary Club Bad Wildungen-Fritzlar.